# Psimada herlinadiehiae
Psimada herlinadiehiae är en fjärilsart som beskrevs av Kobes 1983. Psimada herlinadiehiae ingår i släktet Psimada och familjen nattflyn. Inga underarter finns listade.